# Altes Postamt Oldenburg
Das ehemalige Post- und Telegrafenamt befindet sich in der Innenstadt von Oldenburg, eine kreisfreie Stadt in Niedersachsen. Das 1902 bis 1905 errichtete Gebäude steht unter Denkmalschutz.

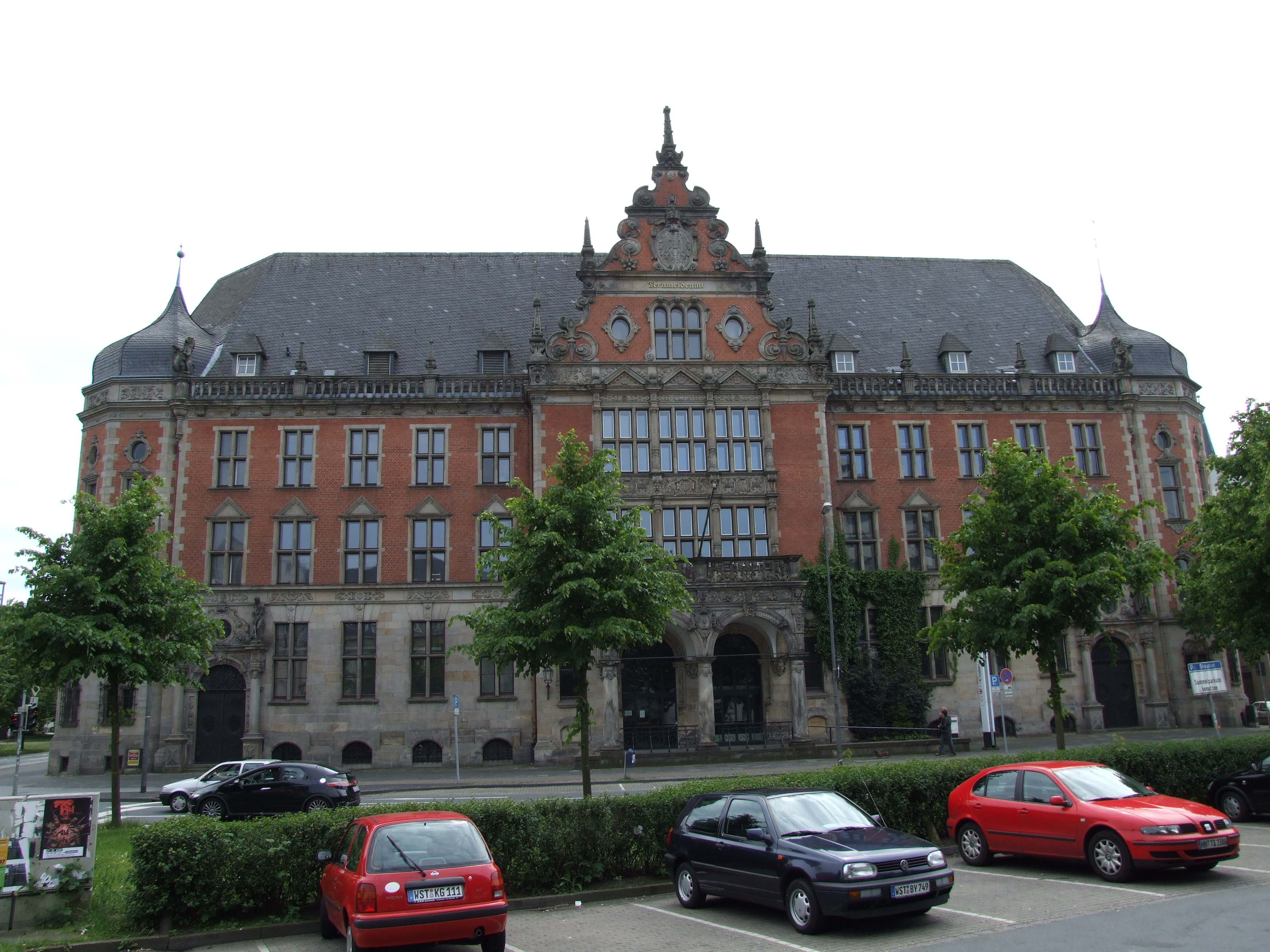
Alte Hauptpost, 2007

## Geschichte
Bereits 1656  gab es  einen verpachteten, regelmäßigen Reitpostdienst, der Postverkehr im Oldenburger Land hat eine wechselhafte Geschichte. Erst am 1. Mai 1800  wurde die Oldenburger Staatspost unter Postmeister Christian Gottlieb Starklof, ab 1801 im ersten Posthaus Mittlerer Damm Nr. 2 ins Leben gerufen.
Das zweite Postamt befand sich im Eckhaus Ritterstraße/Staustraße. Im Hotel Wahnbeck befand sich die Post von 1820 bis 1850. Durch den Baumeister Hero Dietrich Hillems wurde 1855 das dritte Posthaus, ein zweigeschossiger Backsteinbau, übergeben. Chef der oldenburgischen Postverwaltung war von 1851 bis 1867 Oberpostdirektor Bödecker. In dieser Zeit erschienen auch die ersten Briefmarken des Großherzogtums Oldenburg.
Mit dem Beitritt 1867 zum Norddeutschen Bund verloren auch die Posteinrichtungen ihre Selbständigkeit und wurden zu Dienststellen der Norddeutschen Reichspost. Bereits zum Beginn 1868 nahm in Oldenburg die Oberpostdirektion ihren Betrieb auf. Mit der Reichsgründung 1871 ging auch der Ausbau der Reichspost einher.

## Gebäude
Der Ende 1897 vom Staatssekretär des Reichs-Postamts vorgelegte Bauentwurf für ein neues Post- und Telegrafen-Dienstgebäude in Oldenburg wurde durch die Akademie des Bauwesens einer Prüfung unterzogen.
Bereits um die Jahrhundertwende reichten die Räumlichkeiten nicht mehr aus und es entstand nach den Planungen von Ernst Hake gemeinsam mit Ewald Freiherr von Rechenberg von 1901 in mehreren Bauabschnitten bis 1905 das Post- und Telegrafenamt. Die Baukosten beliefen sich auf 1 Million Goldmark. Am 8. Dezember 1902 wurde das Postamt in Anwesenheit des Großherzogs Friedrich August eingeweiht. In der Schalterhalle fanden vier von Grete Waldau in Tempera auf Kalk gemalte Oldenburger Ansichten besondere Beachtung.
In den Folgejahren erfolgten weitere Erweiterungsbauten für den Post- und Telegrafie-Betrieb. Mit weiteren Strukturierungen wurde 1943 die Funktion als Oberpostdirektion aufgelöst und an die RPD Bremen übertragen.
Ohne größere Kriegsschäden konnte die Post jahrzehntelang bis zur Privatisierung dann als Deutsche Telekom diesen Gebäudekomplex betreiben.
Nach weiterer Privatisierung und umfangreicher Sanierung bis 2014 wurde das Gebäude seiner neuen Bestimmung (Büroräume, Restaurant, Arztpraxis, Wohnungen) übergeben.